# Royal Commission on the Ancient and Historical Monuments of Wales

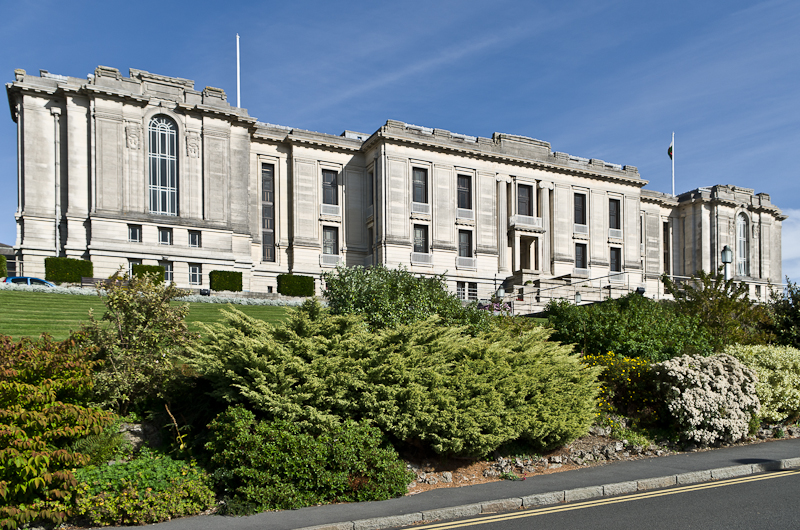
Biblioteka Narodowa w Walii w której znajduje się siedziba RCAHMW

Royal Commission on the Ancient and Historical Monuments of Wales (wal. Comisiwn Brenhinol Henebion Cymru) RCAHMW – jedna z trzech brytyjskich Królewskich Komisji do spraw Zabytków Historycznych (Royal Commision on Historical Monuments - RCHM), powołana w celu dokumentacji i ochrony zabytków archeologicznych, architektury oraz środowiska historycznego Walii.
Organizacja została założona w 1908 roku, i ma swoją siedzibę w Aberystwyth.

## Działalność
Komisja dokonuje inwentaryzacji zabytków Walii. Prowadzi badania naukowe, wydaje publikacje i tworzy bazę danych miejsc, zabytków i budynków historycznych Walii. Prowadzi Rejestr Pomników Narodowych Walii (National Monuments Record of Wales), z którego materiały były publikowane od 1911 roku. Archiwum zawiera ponad 1,25 mln zdjęć i kilka tysięcy rysunków, ankiet, raportów i map, co czyni je największym tego typu archiwum w Walii. 
W 1975 roku komisja opublikowała pierwszą monografię "Houses of the Welsh Countryside: A study in historical geography" (ISBN 11300012). Od tego czasu wydała ponad trzydzieści tytułów na tematy dotyczące dziedzictwa Walii.